# Astrid Strauss
Astrid Strauss (República Democrática Alemana, 24 de diciembre de 1968) es una nadadora alemana retirada especializada en pruebas de estilo, donde consiguió ser subcampeona olímpica en 1988 en los 800 metros.

## Carrera deportiva
En los Juegos Olímpicos de Seúl 1988 ganó la medalla de plata en los 800 metros estilo libre, con un tiempo de 8:22.09 segundos, tras la estadounidense Janet Evans y por delante de la australiana Julie McDonald; además, en el campeonato del mundo en piscina larga de Madrid 1986, ganó dos medallas de oro: en la misma prueba de 800 metros libre, y en los relevos de 4x200 metros libre.